# Beyssac
Beyssac is een gemeente in het Franse departement Corrèze (regio Nouvelle-Aquitaine) en telt 782 inwoners (2004). De plaats maakt deel uit van het arrondissement Brive-la-Gaillarde.

## Geografie
De oppervlakte van Beyssac bedraagt 21,3 km², de bevolkingsdichtheid is 36,7 inwoners per km².
De onderstaande kaart toont de ligging van Beyssac met de belangrijkste infrastructuur en aangrenzende gemeenten.

## Demografie
Onderstaande figuur toont het verloop van het inwonertal (bron: INSEE-tellingen).

## Geboren
- Paus Innocentius VI (1282-1362), geboren als Étienne Aubert
- Suzanne Lacore (1875-1975), politica